# Disco Elysium
Disco Elysium је видео-игра из 2019. године коју је развио и објавио ZA/UM. Игру је написао и дизајнирао тим који предводе естонски романописац Роберт Курвиц и извршна продуценткиња Каур Кендер, а њен уметнички стил је заснован на уљаном сликарству и музици енглеског бенда British Sea Power. Игра је објављена за Windows у октобру 2019. и за macOS у априлу 2020. Проширена верзија игре са потпуном синхронизацијом и новим садржајем, под поднасловом The Final Cut, објављена је за конзоле 2021. године, уз бесплатно ажурирање за PC верзије.
Disco Elysium прати проблематичног детектива који се не сећа свог идентитета или света око себе. Док истражује убиство са детективом из друге полицијске станице, играч може да склопи делове идентитета протагонисте и открије шта га је довело до тог стања. Disco Elysium је нетрадиционална игра улога са мало борбе. Уместо тога, догађаји се решавају кроз провере вештина и стабла дијалога користећи систем од 24 вештине које представљају различите аспекте и личности протагонисте, од којих свака може директно да се обраћа играчу како би утицала на његове одлуке. Игра је заснована на окружењу за игру улога које је Курвиц креирао пре него што је основао ZA/UM 2016. године како би га адаптирао у видео игру. Ово је други пут да истражује окружење  Elysium-а, након романа „Свети и ужасни ваздух“ из 2013. године.
Disco Elysium је добио критичко признање одмах по објављивању, освојивши бројне награде, посебно на додели награда за игре 2019. године (Најбоља независна игра, Најбоља наративна игра, Најбоља игра улога, Нова инди игра). Сматра се једном од најбољих видео-игара свих времена, и једним од најбољих примера видео-игара као уметничке форме.